# Ash Ricardo
Ashley Vivienne "Ash" Ricardo es una actriz australiana.

## Biografía
Ashley tiene un hermano Nicky Ricardo.
Es buena amiga de las actrices australianas Sarah Snook y Rachel Gordon.
Desde 2015 sale con el actor australiano Ian Meadows.

## Carrera
En 2014 se unió al elenco principal de la serie Party Tricks donde interpretó a Charlotte Wynn, la encargada de las Relaciones Públicas del político David McLeod, hasta el final de la minsierie ese mismo año.
En 2015 apareció en la película para la televisión Mary: The Making of a Princess donde dio vida a Patricia Donaldson.
En 2016 escribió y creó junto al actor Ian Meadows la comedia You & Me.
En agosto de 2018 se anunció que se había unido al elenco principal de la nueva serie Bite Club donde dará vida a la detective de la policía Zoe Rawlings.

## Filmografía

### Series de televisión
| Año             | Serie                              | Personaje         | Notas                         |
| --------------- | ---------------------------------- | ----------------- | ----------------------------- |
| 2018 - presente | Bite Club                          | Det. Zoe Rawlings |                               |
| 2016 - 2017     | Offsrping                          | Kerry Green       | 15 episodios                  |
| 2016            | The Wild Adventures of Blinky Bill | Claude            | 2 episodios                   |
| 2016            | You & Me                           | -                 | -                             |
| 2016            | Home and Away                      | Danika Kulevski   | 7 episodios                   |
| 2016            | Molly                              | Joy               | episodio #1.2 - miniserie     |
| 2014            | Party Tricks                       | Charlotte Wynn    | 6 episodios                   |
| 2014            | Old School                         | Diane Cavendish   | episodio "Tiny Dancer"        |
| 2012            | Tricky Business                    | Natasha Campbell  | episodio "Opportunity Knocks" |
| 2009            | Rescue Special Ops                 | Abigail           | episodio "Building Site"      |
| 2009            | Packed to the Rafters              | Tarsha McNeil     | episodio "Look Into My Eyes"  |

### Películas
| Año  | Título                         | Personaje          | Notas                                                                       |
| ---- | ------------------------------ | ------------------ | --------------------------------------------------------------------------- |
| 2015 | Mary: The Making of a Princess | Patricia Donaldson | junto a Emma Hamilton, Ryan O'Kane, Gig Clarke, Renae Small y Nicholas Hope |

### Escritora y cinematografía
| Año  | Título                 | Notas                                        |
| ---- | ---------------------- | -------------------------------------------- |
| 2016 | You & Me               | co-escritora                                 |
| 2016 | It's Not About the Sex | documental - escritora y operadora de cámara |

### Teatro[4]
| Año  | Obra              | Personaje | Director (a)     | Teatro          | Notas                                                                             |
| ---- | ----------------- | --------- | ---------------- | --------------- | --------------------------------------------------------------------------------- |
| 2014 | Noises Off        | Brooke    | Jonathan Biggins | Sydney Theatre  | junto a Lindsay Farris, Marcus Graham, Tracy Mann, Ron Haddrick y Genevieve Lemon |
| 2012 | Between Two Waves | Fiona     | Sam Strong       | Griffin Theatre | junto a Ian Meadows, Rachel Gordon y Chum Ehelepola                               |
| 2008 | Gallipoli         | -         | Nigel Jamieson   | NIDA Theatre    | junto a Marta Dusseldorp, Ewen Leslie y Hayley McElhinney                         |